# Miner gorjablanc
El miner gorjablanc (Sclerurus albigularis) és una espècie d'ocell de la família dels furnàrids (Furnariidae).

## Hàbitat i distribució
Habita el sotabosc de la selva pluvial als turons i muntanyes, des de Costa Rica, oest de Panamà, nord i est de Colòmbia, oest i nord de Veneçuela, Trinitat i Tobago cap al sud a la llarga dels Andes a través de l'est d'Equador i est del Perú fins al nord i l'est de Bolívia.